# Bolephthyphantes
Bolephthyphantes este un gen de păianjeni din familia Linyphiidae.
Cladograma conform Catalogue of Life:
| Bolephthyphantes | \| \| Bolephthyphantes caucasicus \| \| \| \| \| \| Bolephthyphantes index \| \| \| \| \| \| Bolephthyphantes indexoides \| \| \| \| |
|                  | \| \| Bolephthyphantes caucasicus \| \| \| \| \| \| Bolephthyphantes index \| \| \| \| \| \| Bolephthyphantes indexoides \| \| \| \| |
|                  | Bolephthyphantes caucasicus |
|                  | |
|                  | Bolephthyphantes index |
|                  | |
|                  | Bolephthyphantes indexoides |
|                  | |